# Vigø
Vigø er en privatejet ubeboet ø i Helnæsbugten, sydvest for Fyn. Den er 1 km lang og på det bredeste sted ca. 200 meter, det samlede areal er ca. 17 ha.